# Urbanisme dans les Landes de Gascogne

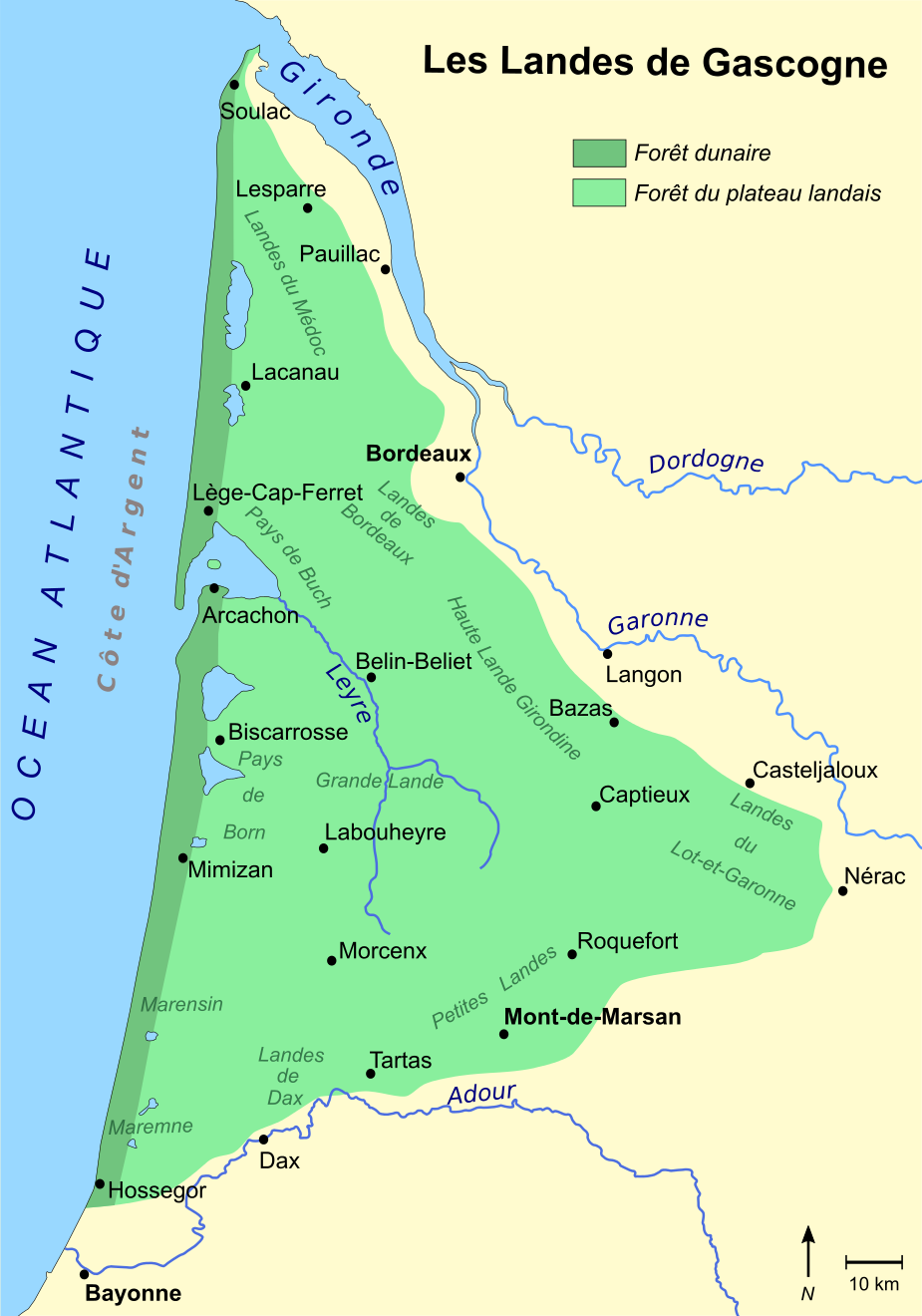
Carte des Landes de Gascogne

Les Landes de Gascogne sont une région très faiblement peuplée, où l'habitat a véritablement commencé à se structurer, que ce soit sur le littoral ou dans les terres, à partir du XIXe siècle. Le tissu urbanisé est très majoritairement rural, et on abordera ci-dessous l'urbanisme des bourgs dans un premier temps (constituant la majorité des sites urbanisés), des villes dans un second temps, dont la quasi-totalité sont en réalité de petites villes, et enfin des stations balnéaires de la Côte d'Argent. Certaines villes font exception aux principes généraux énoncés, et seront traitées à part : c'est le cas notamment des « vieilles » stations balnéaires de la côte landaise : Arcachon et Soulac.

## Généralités
Jusque dans les années 1970, le plateau landais restait un pays désert où peu de nouvelles constructions venaient enrichir le tissu rural. Depuis lors, l'extension des vieux bourgs se fait par de nouvelles habitations groupées en petits lotissements, ne prenant que très rarement en considération les caractéristiques locales de l'architecture et de l'urbanisme. Ces nouvelles formes d'habitat individuel moderne, tranchent fortement avec l'habitat traditionnel, du simple fait des fonctionnalités profondément différentes de ces deux types d'habitat. Il n'est plus question aujourd'hui (ou alors exceptionnellement) de concevoir des lieux de vie organisés de façon à assurer à l'autosubsistance de la famille. L'habitat de la fin du XXe siècle a pour fonction d'abriter ses occupants et le terrain est devenu un lieu d'agrément. Les considérations économiques et financières des foyers engendrent un habitat extrêmement simple sur le plan architectural. Bien souvent, l'absence d'une démarche globale pilotant l'urbanisme rural dans la seconde moitié du XXe siècle, entraine une juxtaposition géométrique et anarchique des habitations. Ce phénomène est particulièrement visible à proximité des centres urbains que sont l'agglomération bordelaise, le bassin d'Arcachon, Dax et Mont-de-Marsan. 
L'évolution des villes du littoral est différente. Ici l'urbanisme a été pensé, l'extension s'est faite au XXe siècle de façon à optimiser les relations entre la plage, les lieux de vie publique (souvent conditionnés par les activités estivales) et les habitations. Il n'en demeure pas moins vrai que les surfaces urbanisées sont bien souvent le résultat d'une juxtaposition de propriétés privées, surtout en marge des agglomérations. Ici encore, l'architecture est bien souvent fade, mis à part quelques exceptions notoires comme Soulac, Arcachon, le Pyla, Capbreton et Hossegor, qui ont su cultiver un certain particularisme architectural, y compris dans la seconde moitié du XXe siècle.

## Typologie de l'habitat
On distingue deux types d'habitat dans les Landes de Gascogne: 
- l'habitat isolé caractérisé par les fermes, les cabanes ou les airiaux
- les  groupements dont les plus simples sont les quartiers et les hameaux, et les plus importants sont les bourgs et les villes.

### L'airial
L’airial est une forme d'habitat isolé des Landes de Gascogne, caractéristique du système agro-pastoral. Il est constitué d'une vaste clairière, et d'un ensemble de constructions composé d’une ou plusieurs maisons autour desquelles sont réparties de nombreuses  dépendances, chacune liée à une activité agricole spécifique : borde, parc à moutons, fenil, étable, etc.
Autrefois perdu au milieu du « désert » de la lande, l’airial est aujourd'hui entouré par la forêt de pins. La topographie est plane, ce type d'habitat est disséminé sur le plateau landais, ce qui exclut la zone littorale et les franges du territoire étudié. Le paysage est ouvert, le regard est borné à la lisière des pins. L'airial est sans clôture avec de larges surfaces enherbées, quelques chênes et des pins parasols. On trouve également des prairies, potagers et vergers.

### Les quartiers
Les quartiers correspondent au groupement de plusieurs airiaux. Historiquement, une organisation sociale le caractérisait. Cette distinction est reflétée par les différents types de maisons (la maison de maître, la maison du meunier, la maison du métayer…).

### Les hameaux

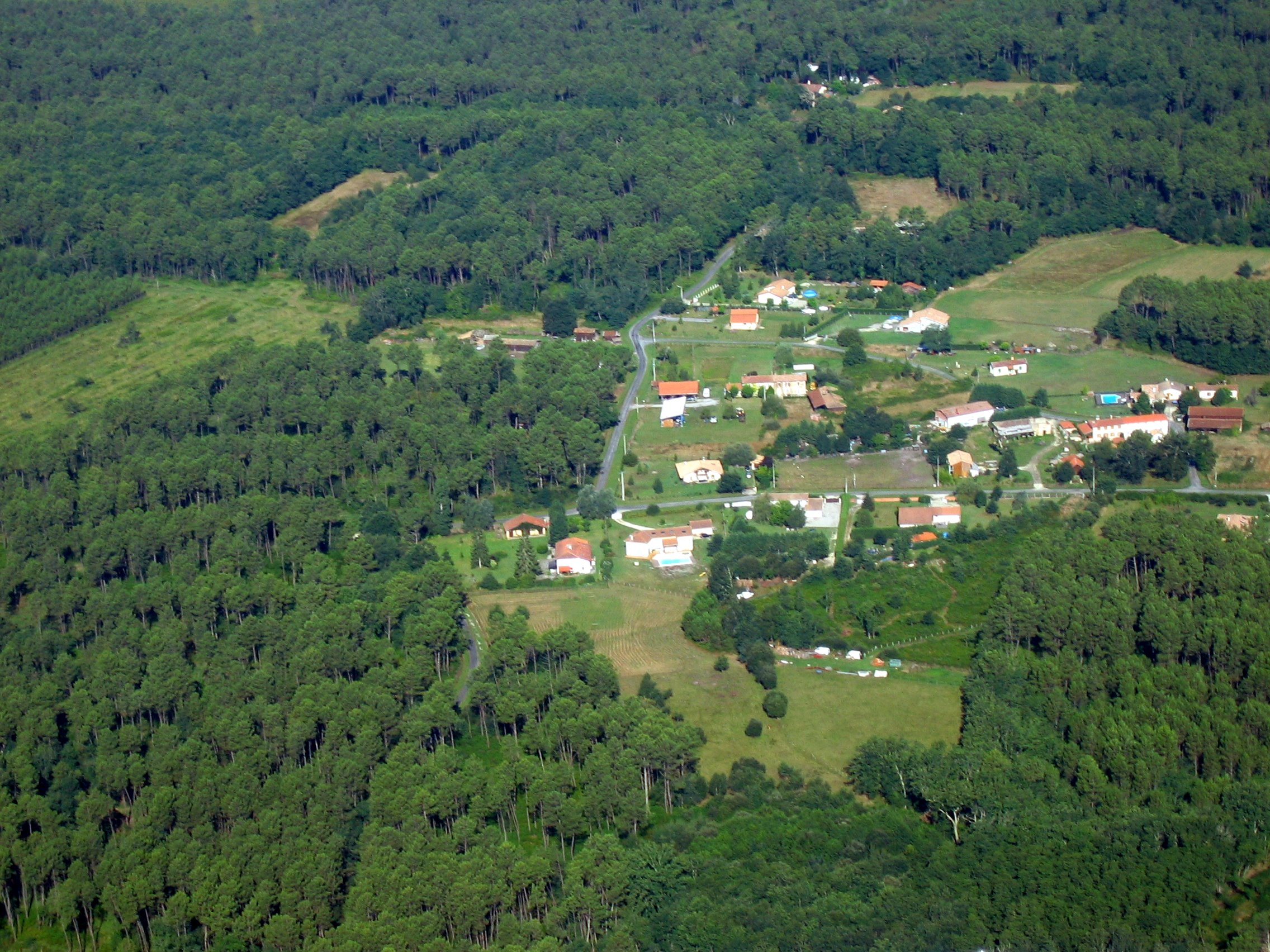
Gassian, un hameau sur la commune de Mios

Les hameaux sont des groupements de maisons, entourés d'un terrain beaucoup plus restreint que ceux des airiaux, le plus souvent assez resserrés les uns des autres. Les hameaux ne comportent pas de lieux de vie publique comme dans un bourg ou une ville, il s'agit simplement d'un groupement géographique de propriétés privées.

## Typologie des bourgs

### Bourg « clocher »
Ce type de bourg est caractérisé par un tissu urbain très limité et une structuration sommaire : on ne trouve que quelques maisons, l'église et la mairie, et parfois une salle communale. 
Le paysage de ces bourgs est ouvert sur l'espace environnant. Les bâtiments publics sont entourés d'herbe, des arbres remarquables (souvent des platanes) en alignement ou isolés accompagnent la voirie, il n'y a pas de trottoir. Les axes de communication qui les traversent ont un statut de route. Le seul lieu de vie public se limite à une place en grave à proximité de la mairie ou de l'église.

### Bourg « ouvert »
Ces bourgs se sont développés sur le modèle des quartiers et des airiaux : grands terrains ouverts sur le paysage, bâti en retrait et discontinu, vastes espaces entre les propriétés. Les espaces sont enherbés, et les clôtures autour des terrains sont rares.
L'espace public n'est pas délimité, ou succinctement. Les aménagements restent discret.

### Bourg « rue »
Ces bourgs se sont structurés le long d'un axe de communication par un bâti aligné avec de petits jardins privatifs. Les bâtiments dépassent rarement le R+1. La rue principale a un caractère urbain. L’espace public est minéralisé avec des trottoirs en dur. On remarque l’absence d’une ouverture sur le paysage extérieur environnant la commune. Des perspectives, matérialisées par les alignements de façades, mettent en scène le bourg. Ce sentiment est renforcé par l’implantation du bâti aligné et continu. Le végétal est limité en nombre et en superficie, avec parfois une bande de gazon en pied de bâtiment.

### Bourg « bastide »
La partie historique de ces bourgs est un bâti dense, de R+1 à R+2 avec des arcades, organisé autour d'une place centrale. Les formes urbaines sont constituées de parcelles en lanières avec des jardins en cœur d'îlot. La vieille ville est entourée de fortifications, des portes marquent les entrées historiques.
Les rues principales ont un caractère urbain et l’espace public est minéralisé (trottoirs et voirie en dur). Les dispositions des rues sont orthogonales, des perspectives s'étirent vers la place centrale. L’implantation du bâti est aligné et continu laissant peu de place à la végétation.

### Bourg « place »
À l’origine, ces bourgs sont issus des bourgs « ouvert », bourgs « rue » ou bourgs « bastide » qui se sont densifiés au XIXe siècle et structurés autour d'une place centrale arborée. Ils présentent un bâti à RdC, R+1 ou R+2, parfois continu en leur centre. 
Ces bourgs se sont étendus dans la première moitié du XXe (bâti à RdC et R+1) et depuis les années 1970, sous forme de lotissements (bâti en RdC).

## Typologie des villes
Les villes des Landes de Gascogne sont de petite taille. On compte cependant de trois centres urbains de taille substantielle en dehors de la frange ouest de l'agglomération bordelaise : Mont-de-Marsan, le sud du bassin d'Arcachon et Dax.
| Aires urbaines d'Aquitaine | Date du recensement | Date du recensement | Date du recensement |
| Aires urbaines d'Aquitaine | 1982                | 1990                | 1999                |
| -------------------------- | ------------------- | ------------------- | ------------------- |
| Bordeaux                   | 799 897             | 871 234             | 925 253             |
| Pau                        | 195 415             | 207 182             | 216 830             |
| Bayonne                    | 182 575             | 198 563             | 213 969             |
| Agen                       | 85 373              | 91 368              | 94 659              |
| Périgueux                  | 84 981              | 89 664              | 91 585              |
| Bergerac                   | 67 899              | 72 212              | 72 891              |
| Mont-de-Marsan             | 49 054              | 52 390              | 54 577              |
| Arcachon                   | 42 877              | 47 141              | 54 204              |
| Dax                        | 43 560              | 46 755              | 49 219              |
| Villeneuve-sur-Lot         | 44 127              | 44 927              | 44 841              |
| Libourne                   | 30 963              | 30 907              | 31 662              |
| Marmande                   | 28 835              | 30 282              | 29 930              |
| Oloron-Sainte-Marie        | 21 795              | 22 031              | 21 994              |

### Villes médiévales
Leur image est associée à un centre historique témoignant d’une période faste, c'est le cas par exemple de Bazas ou Roquefort. Les développements urbains périphériques du XXe siècle contrastent fortement avec le centre ancien.

### Villes industrielles
Ces villes ont un passé marqué par des activités industrielles, ayant conduit à dessiner un réseau orthogonal. On retrouve encore parfois des usines des XIXe et XXe siècles. Le développement s’est appuyée sur la création des gares. C'est le cas par exemple de Morcenx ou de Labouheyre.

### Villes balnéaires

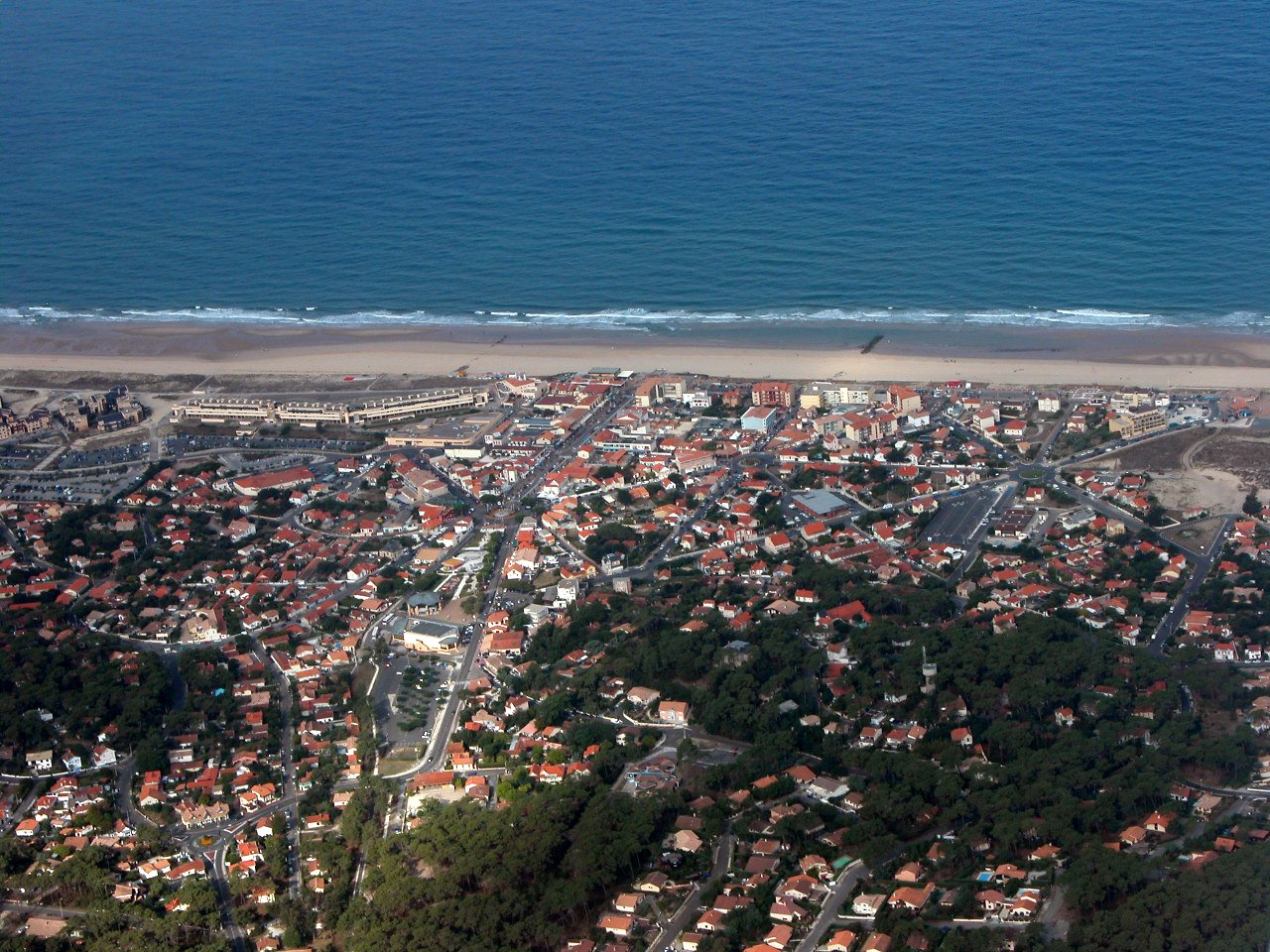
Centre-ville de Lacanau Océan

Historiquement, en dehors du bassin d'Arcachon et de l'embouchure de l'Adour, les villages landais n'étaient pas tournés vers la mer. Le littoral n'étant pas fixé, les dunes mobiles menaçaient d'ensevelir les villages. Un exemple célèbre est l'église de Soulac qui fut recouverte par une dune en 1756. C'est à partir du XIXe siècle que vont émerger les premières stations de Soulac et d'Arcachon, mais c'est surtout au XXe siècle que se développèrent les stations balnéaires du littoral. Leur histoire est donc récente, l'urbanise et l'architecture en témoignent.
Au début du XXe siècle, l’État a donné la possibilité aux communes qui le souhaitaient de créer des « fenêtres océanes » sur un kilomètre de long. C’est ainsi que se sont créées des stations comme Montalivet, Hourtin-Plage, Carcans-Plage, Lacanau-Océan, Biscarrosse-Plage, ou Mimizan-Plage. Ces créations artificielles sont facilement identifiables en observant une carte de l’Aquitaine. En effet, on constate que toutes ces stations balnéaires sont associées au village traditionnel, implanté une dizaine de kilomètres à l’est. On observe donc une série de communes bipolaires : Vendays/Montalivet, Hourtin/Hourtin-Plage, Lacanau/Lacanau-Océan, Biscarrosse/Biscarrosse-Plage, etc.
L’urbanisme de ces stations n’a pas fait l’objet d’une planification particulière, et elles sont toutes caractérisées par un urbanisme en damier ou radioconcentrique. La ville est organisée de façon à établir un lien privilégié entre la plage et le centre. On retrouve les rues commerçantes à proximité immédiate du front de mer. Les centralités qui structurent le centre-ville sont souvent une place centrale débouchant sur l'océan, éventuellement un casino et les artères commerçantes. La place centrale est généralement le cœur des animations estivales.
Les quartiers les plus éloignés du centre-ville sont bien caractérisés par ce que l'on appelle à propos du Pyla : « la ville sous les pins ». En effet, les maisons sont toutes entourées de terrains de taille moyenne sur lesquels les vieux pins ont été conservés. La voirie est souvent courbe et un sentiment d'espace prédomine. Ce sont souvent des quartiers de résidences secondaires. Ce type de quartiers en périphérie du centre-ville balnéaire est très caractéristique des stations de la Côte d'Argent.

### Villes multipolaires

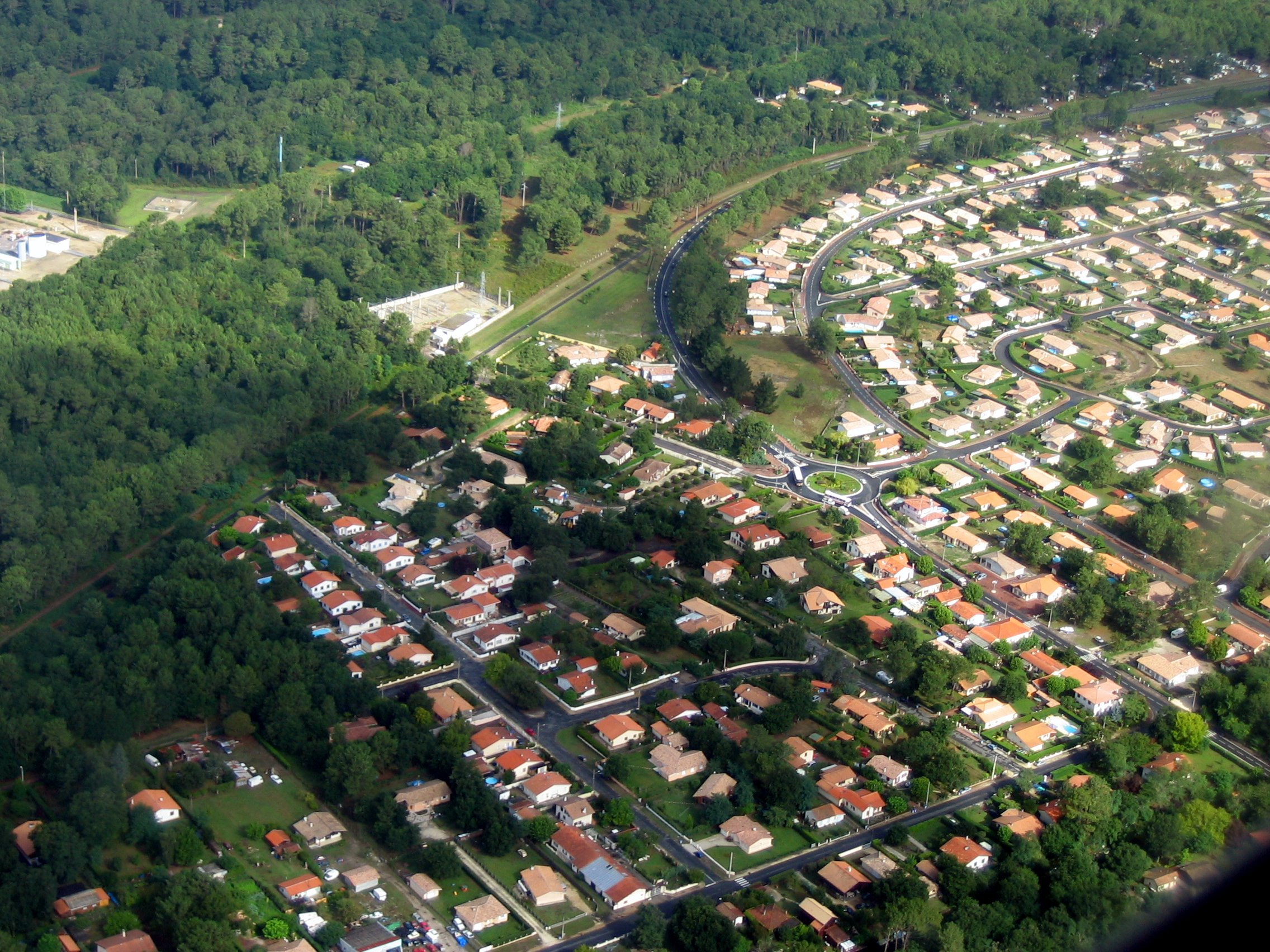
Vue aérienne de Cazaux: lotissements et juxtaposition sans planification

Cette catégorie regroupe des villes qui se font fortement développées dans les années 1980, ayant fortement concentré leur développement dans des quartiers périphériques, remettant en cause l’attractivité du centre.
La maison individuelle en lotissement est l’image caractéristique de ces villes très étendues, faites pour la voiture, comme à La Teste-de-Buch. On retrouve souvent plusieurs centres urbanisés, comme à Belin-Beliet ou encore dans les villes littorales.
Les villes autour du bassin d'Arcachon ont eu un développement multiple, poussé d'une part par la pression démographique liée au tourisme, mais également structuré par les activités comme l'ostréiculture, le nautisme ou la pêche.

## Cas particuliers: Arcachon et Soulac-sur-mer
Arcachon et Soulac sont les deux seules anciennes stations balnéaires des Landes de Gascogne. Leur origine remonte à la seconde moitié du XIXe siècle.
Quand le chemin de fer arrive sur le bassin d’Arcachon en 1841, le littoral de la future station balnéaire est constitué de quelques cabanes de pêcheurs (voir cabane tchanquée) et de résiniers. Dès lors, les événements vont s’enchaîner : les premiers hôtels et établissement de bains vont faire leur apparition en bord de mer, les frères Pereire entament la création de la « Ville d’Hiver » en 1862, haut lieu de la villégiature Arcachonnaise, à l’abri de la pinède, tandis que les premiers touristes viendront profiter des bains de mer et de l’effervescence estivale dans la « Ville d’Eté », en bord de mer.  Parallèlement, la médecine de l’époque fait d’Arcachon un lieu de soins et de villégiature prisé. De nombreux malades souffrant d’infections respiratoires viendront en cette fin de XIXe siècle respirer le bon air de la côte landaise. 

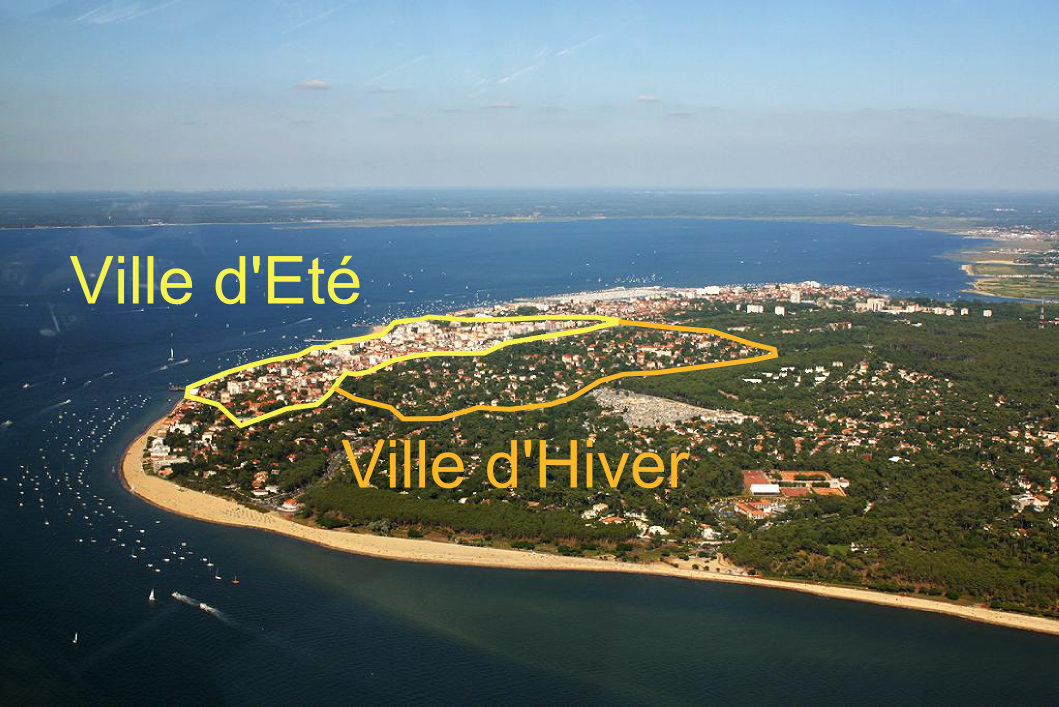
La ville d'Hiver et la Ville d'Été d'Arcachon

Aujourd’hui encore, le centre-ville d’Arcachon est structuré autour de ces deux centralités initiales : Ville d’Eté et Ville d’Hiver. 
Les contraintes topographiques de la ville d'Hiver n’ont pas permis d’imposer une planification urbaine. Ce quartier est composé de nombreuses villas individuelles, n’excédant pas deux étages, entourées d’une faible superficie de terrain. Les ruelles sont tortueuses et se ramifient sur les anciennes dunes boisées, s'accommodant des forts dénivelés du quartier. La Ville d’Hiver est impressionnante par son uniformité  architecturale : toutes les villas, ont été construites dans les années 1860 à 1920, et rares sont les bâtiments modernes. Ce quartier répond clairement à une problématique caractéristique des premières stations balnéaires : un lieu de villégiature mondain, en retrait de la côte. C’est ici également que les tuberculeux venaient se ressourcer. Le centre de ce quartier est matérialisé par le casino Mauresque(qui a brûlé dans les années 1970) et son parc, surplombant la Ville d’Été voisine.
Contrairement à la Ville d’Hiver, la Ville d'Été est construite sur un terrain parfaitement plat, à proximité immédiate de la mer. Elle est très caractéristique du modèle d'urbanisme en damier, agrémenté des trois centralités que sont le casino (un second), une place centrale et la gare, ainsi que les différents axes les reliant.
La gare est située en retrait. Elle est reliée au casino par une avenue perçant le réseau orthogonal. Les deux rues immédiatement parallèles au front de mer sont commerçantes. Le casino et le grand hôtel bornent l’un à l’est, l’autre à l’ouest, les limites du centre-ville.
Le port d’Arcachon, construit dans les années 1970, ne joue pas un rôle central et stratégique comme il l’est dans les villes historiquement tournées vers la mer. Essentiellement destiné à la plaisance, il est largement excentré des principaux lieux de vie et d’animation.

## Sources
- Livre blanc Urbanisme, Architecture et Paysage, Parc naturel régional et Pays des Landes de Gascogne, 2005.
- Jacques Sargos, Histoire de la forêt Landaise, L'Horizon chimérique, Bordeaux, 1997
- Bertrand Follea, Claire Gautier, Connaissance et valorisation des paysages de la Gironde, Direction départementale de l'équipement de la Gironde, Direction régionale de l'environnement de l'Aquitaine